# Elektronisk selektiv
 For alternative betydninger, se Selektiv.
Selektivitet er indenfor elektronikken evnen til at adskille et ønsket signal ud fra typisk mange signaler, fx hos en forstærker eller radio. Selektivitet anvendes bl.a. om svingningskredses evne til at differentiere mellem signaler med (lille) frekvensforskel.
Inden for radiomodtagere anvendes udtryk som naboselektivitet (evnet til at adskille ønsket kanal og nabo kanal) og spejlselektivitet (evnen til at adskille ønsket frekvens og spejl frekvens som opstår ved blanding til mellemfrekvens).[kilde mangler]